# Alfredo Schiaffini
Alfredo Schiaffini (Sarzana, 16 marzo 1895 – Viareggio, 26 luglio 1971) è stato un filologo e linguista italiano.

## Biografia
Dopo gli studi liceali a La Spezia, si dedicò allo studio delle Lettere all'Istituto di Studi Superiori di Firenze, dove ebbe come maestro Ernesto Giacomo Parodi, col quale discusse una tesi in glottologia nel 1919.
Fu poi bibliotecario della Facoltà di Lettere di Firenze, per passare in seguito al Magistero del capoluogo fiorentino, dove dal 1923 tenne corsi di Filologia italiana.
Ottenne successivamente l'incarico dell'insegnamento di Glottologia all'Università degli Studi di Genova, e poi, dal 1939, di Storia della lingua italiana all'Università di Roma.
Dal 3 aprile 1936 fu accademico della Crusca.
Nel 1939 fu nominato Accademico d'Italia.
Sciolta l'Accademia alla caduta del fascismo, Schiaffini fu riconfermato accademico dei Lincei.
Dal 1958 fu Custode generale dell'Accademia dell'Arcadia.
Molti suoi apprezzati studi apparvero sulla rivista “Nuova Antologia”.

## Opere
- Ernesto Giacomo Parodi, Milano, Treves, 1925
- Testi fiorentini del Dugento e dei primi del Trecento, Firenze, Sansoni, 1926
- Tradizione e poesia nella prosa d'arte italiana dalla latinità medievale a G. Boccaccio, Genova, Ediz. degli Orfini, 1934
- Momenti di storia della lingua italiana, Bari, Leonardo da Vinci, 1950
- I mille anni della lingua italiana, Milano, Scheiwiller, 1961
- Mercanti, poeti, un Maestro, Milano-Napoli, Riccardo Ricciardi editore, 1969.